# 織田作之助賞
織田作之助賞（おださくのすけしょう）は、「織田作之助賞実行委員会」（大阪市、大阪文学振興会、関西大学、毎日新聞社（50音順））が主催する文学賞である。大阪生まれの作家・織田作之助（1913年（大正2年）10月26日 - 1947年（昭和22年）1月10日）の生誕70年を記念して、1983年（昭和58年）に創設された。

## 概要
第1回（1984年）から第22回（2005年）までは未発表の作品を受け付ける公募新人賞としておこなわれ、受賞作は『関西文学』に掲載された。第15回作品より文藝春秋の協賛があり『文學界』に掲載された。
第23回（2006年）より制度を変更し、単行本を対象とする「大賞」と、公募新人賞としての機能を残した「青春賞」を授賞することとなった。
「大賞」は第26回（2009年）までは舞台、登場人物、題材などが関西（近畿2府4県）に関わりのある小説・随筆・評論・評伝の単行本を授賞対象としていた。第27回（2010年）以降は、その限定をはずし、対象作品を「新鋭・気鋭の小説」とするようになった。受賞者には賞金100万円が与えられる。
「青春賞」は未発表の短編小説を対象とするが、作者の年齢が各年度の締切日時点で24歳以下であることを応募条件としている。受賞者には賞金30万円が与えられ、第31回（2014年）からは、受賞作が文芸誌『三田文学』に掲載されることになった。第31回（2014年）～第35回（2018年）は作者の年齢が締切日時点で18歳以下の作品を対象に「U-18賞」を設けた。第36回（2019年）から「U-18賞」を廃止し、作者の年齢が締切日時点で18歳以下である作品のうち優秀と認められたものに「奨励賞」を授与している。
「青春賞」の年齢要件を24歳以下としているのは、織田作之助が作家デビュー作「ひとりすまう」（1938年）を発表した時、24歳であったことに由来する。
織田作之助賞の選考結果は選考委員会当日に記者会見を開いて発表し、『毎日新聞』紙面および毎日新聞社ウェブサイトに掲載される。「青春賞」の受賞者は大阪市が発表する。

## 制度変更前の受賞作一覧

### 第1回から第10回
- 第1回（1984年） - 該当作なし 入賞、柏木薫
- 第2回（1985年） - 中条孝子 「どれあい」
- 第3回（1986年） - 福岡さだお 「犬の戦場」
- 第4回（1987年） - 長谷川憲司 「浪速怒り寿司」
- 第5回（1988年） - 田中香津子 「気流」
- 第6回（1989年） - 合田圭希 「にわとり翔んだ」
- 第7回（1990年） - 笠原靖 「夏の終り」
- 第8回（1991年） - 鈴木誠司 「常ならぬ者の棲む」
- 第9回（1992年） - 柏木晴彦 「切腹」
- 第10回（1993年） - 大西功 「ストルイピン特急－越境者杉本良吉の旅路」

### 第11回から第20回
- 第11回（1994年） - 該当作なし
- 第12回（1995年） - 植松二郎 「春陽のベリーロール」
- 第13回（1996年） - 該当作なし
- 第14回（1997年） - 小林長太郎 「夢の乳房」
- 第15回（1998年） - 上川龍次 「ネームレス・デイズ」
- 第16回（1999年） - 水木亮 「祝祭」
- 第17回（2000年） - 該当作なし
- 第18回（2001年） - 小森隆司 「押し入れ」
- 第19回（2002年） - 三田華 「芝居茶屋」
- 第20回（2003年） - 該当作なし

### 第21回から第22回
- 第21回（2004年） - 該当作なし
- 第22回（2005年） - 松嶋ちえ 「眠れぬ川」

## 制度変更後の大賞受賞作一覧

### 第23回から第26回（対象作品は「関西に関わりのある小説・随筆・評論・評伝」）
- 第23回（2006年） - 柴崎友香『その街の今は』、庄野至『足立さんの古い革鞄』
- 第24回（2007年） - 西加奈子『通天閣』、小玉武『「洋酒天国」とその時代』
- 第25回（2008年） - 玉岡かおる『お家さん』
- 第26回（2009年） - 中丸美繪『オーケストラ、それは我なり－朝比奈隆 四つの試練』

### 第27回以降（対象作品は「新鋭・気鋭の小説」）
- 第27回（2010年） - 金原ひとみ『トリップ・トラップ』
- 第28回（2011年） - 津村記久子『ワーカーズ・ダイジェスト』
- 第29回（2012年） - いしいしんじ『ある一日』
- 第30回（2013年） - 小山田浩子『工場』
- 第31回（2014年） - 朝井まかて『阿蘭陀西鶴』、藤谷治『世界でいちばん美しい』
- 第32回（2015年） - 堂垣園江『浪華古本屋騒動記』、三浦しをん『あの家に暮らす四人の女』
- 第33回（2016年） - 崔実『ジニのパズル』
- 第34回（2017年） - 古谷田奈月『リリース』、東山彰良『僕が殺した人と僕を殺した人』
- 第35回（2018年） - 井上荒野『その話は今日はやめておきましょう』
- 第36回（2019年） - 窪美澄『トリニティ』
- 第37回（2020年） - 温又柔『魯肉飯のさえずり』
- 第38回（2021年） - 岸政彦『リリアン』[3][4]
- 第39回（2022年） - 滝口悠生『水平線』
- 第40回（2023年） - 乗代雄介『それは誠』
- 第41回（2024年） - 町屋良平『生きる演技』

## 制度変更後の青春賞受賞作一覧

### 第23回から
- 第23回（2006年） - 該当作なし 佳作：久野智裕「一セントコインの女」、土谷三奈「リフレインリフレイン」
- 第24回（2007年） - 緒野雅裕「天梯」 佳作：宮規子「魚は水の中」
- 第25回（2008年） - 小笠原由記「Innocent Summer」 佳作：深山あいこ「ユメノシマ」
- 第26回（2009年） - 島谷明「マニシェの林檎」 佳作：木田肇「換気扇」
- 第27回（2010年） - 香川みわ「おっさん」 佳作：森田弘輝「逃げるやもりと追うやもり」
- 第28回（2011年） - 柊「コンシャス・デイズ」 佳作：中野沙羅「フリーク」
- 第29回（2012年） - 滝口浩平「ふたりだけの記憶」 佳作：未来谷今芥「アイランド2012」
- 第30回（2013年） - 藤原侑貴「通りゃんせ」 佳作：岡田美津穂「橋の下と僕のナイフ」
- 第31回（2014年） - 柳澤大悟「ジンジャーガム」 U-18賞：中原らいひ「池から帰るふたり」
- 第32回（2015年） - 犬浦香魚子「はきだめ」 U-18賞：烏月にひる「パチンコ玉はUFO、ブルーのビー玉は地球」
- 第33回（2016年） - 中野美月「海をわたる」 U-18賞：浅田紗希「思い出屋と私」
- 第34回（2017年） - 馬場広大「みかんの木」 U-18賞：吉田菜々穂「サイコロバレンタイン」
- 第35回（2018年） - 川勝浩人「ママの犬」 U-18賞：織田香音「夏が死ぬ」
- 第36回（2019年） - 丸井常春「檻の中の城」 奨励賞：楊美裕華「ざまぁおぼろげ」
- 第37回（2020年） - 三浦育真「夜明珠」 奨励賞：土岐咲楽「木香」
- 第38回（2021年） - 松尾晴「母を迎える」
- 第39回（2022年） - 菊池フミ「浴雨」
- 第40回（2023年） - 石澤遥「とんぼ」
- 第41回（2024年） - 風吉サツキ「26分間のタユタイ」

## 選考委員
- 第1–4回 谷沢永一、富士正晴、藤沢桓夫
- 第5–6回 小松左京、藤沢桓夫、谷沢永一、杉山平一
- 第7–13回 大阪文学振興会
- 第14–15回 三枝和子、後藤明生、杉山平一
- 第16–18回 三枝和子、杉山平一、辻原登
- 第17–22回 川上弘美、杉山平一、辻原登
- 第23–25回 河田悌一、河野裕子、辻原登、芳賀徹
- 第26回 河田悌一、河野裕子、髙樹のぶ子、辻原登、芳賀徹
- 第27–29回 稲葉真弓、河田悌一、玄月、田中和生、辻原登
- 第30回 稲葉真弓、河田悌一、玄月、田中和生、辻原登、湯川豊
- 第31–33回 河田悌一、高村薫、田中和生、辻原登、湯川豊
- 第34–35回 重里徹也、芝井敬司、高村薫、田中和生、辻原登、湯川豊
- 第36–39回 いしいしんじ、重里徹也、芝井敬司、高村薫、田中和生
- 第40–41回 いしいしんじ、江南亜美子、重里徹也、芝井敬司、古川日出男

### 青春賞選考委員
- 第23–26回 玄月、澤井繁男、堂垣園江
- 第28–31回 堂垣園江、増田周子、吉村萬壱
- 第32–38回 柏木治、堂垣園江、吉村萬壱
- 第39回 堂垣園江、増田周子、吉村萬壱
- 第40–41回 堂垣園江、藤野可織、増田周子